# Fabio Capelleto
Fabio Capelleto foi um prelado católico romano que serviu como bispo da Lacedônia (1551–1565).

## Biografia
No dia 24 de julho de 1551 foi nomeado durante o papado de Júlio III como Bispo da Lacedônia. A 24 de fevereiro de 1555, foi consagrado bispo por Giovanni Michele Saraceni, arcebispo de Acerenza e Matera, com Ascanio Ferrari, bispo emérito de Montepeloso, e Fabio Mirto Frangipani, bispo de Caiazzo, servindo como co-consagradores. Serviu como Bispo da Lacedônia até à sua renúncia em 1565.